# ファミリーコンティニュー
ファミリーコンティニューは、MC8bit（MCU）とDJ SHOGOで結成された日本のヒップホップグループ。主にレトロゲームを題材とした楽曲を手掛けている。

## メンバー
- MC8bit（MCU）、1973年8月1日 A型）：MC
- DJ SHOGO：DJ、トラックメイカー

### 脱退メンバー
- FAMICO-MAN

## ディスコグラフィー

### シングル
- マイティボンジャック （2020年2月8日 配信）

### EP
1. 8bitboy e.p.(2017年)
2. スーパーファミリーステーションe.p.(2018年5月20日)
3. 謎の店(2018年)
4. RE FINAL QUEST e.p.(2019年)
5. 探偵 e.p.(2020年7月31日)
6. チップ当会(2024年8月3日)